# Евренли
Евренли или Свети (Агиос) Георги (на турски: Evrenli) е село в Източна Тракия, Турция, Околия Виза, Вилает Лозенград (Къркларели).

## История
В XIX век Евренли е българско село във Визенска кааза в Одринския вилает на Османската империя. Според „Етнография на вилаетите Адрианопол, Монастир и Салоника“, издадена в Константинопол в 1878 година и отразяваща статистиката на населението от 1873 година, Евренли (Evrenli) има 50 домакинства и 248 жители българи.
Според статистиката на професор Любомир Милетич в 1912 година в селото живеят 20 български патриаршистки семейства и 140 семейства гърци.